# Instituto Tecnológico de Hermosillo
Das Instituto Tecnológico de Hermosillo ("Technische Fachhochschule von Hermosillo") ist eine 1975 gegründete technische Universität in Hermosillo im mexikanischen Bundesstaat Sonora. 

## Geschichte
- Gründung: 12. September 1975
- Einweihung: 19. Oktober 1976